# Penicillium gladioli
Penicillium gladioli är en svampart som beskrevs av Machacek 1928. Penicillium gladioli ingår i släktet Penicillium och familjen Trichocomaceae.   Inga underarter finns listade i Catalogue of Life.